# Boris Jovanović Kastel
Boris Jovanović Kastel (15. decembar 1971) je crnogorski pjesnik.
Kritika ga smatra najznačajnijim crnogorskim pjesnikom mediteranske orijentacije i uglednim imenom mediteranskog pjesništva i postjugoslovenske književnosti. Osnovno, srednje i fakultetsko obrazovanje stekao je u Podgorici. Poezija mu je prevođena na italijanski, engleski, poljski, češki, albanski, mađarski, makedonski, ukrajinski i slovenački jezik.

## Djela

#### Knjige poezije
- Kad zamirišu kajanja (1994)
- Prstenje pomorja (1995)
- Fusnote južnih zvona (1997)
- Anatomija sredozemnog dana (1998)
- Mediteranska agenda i proricanje prošlosti (2000)
- Mediteranski heksateuh (2003)
- Ego mora (2004)
- Vjenčanje sa sipom (2007)
- Neptune’s spear (2007, izbor iz poezije na engleskom jeziku)
- Mediteranski indigo (2008, izbor iz poezije)
- Ručak na hridini (2010)
- Kosilo na čeri (2014, na slovenačkom )
- Beskopnik (2015)
- Pozivno pismo suncu (2016)
- More u naručju (2017)
- Zevs u budvanskom kazinu  (2017)
- Čekaju li nas brodovi (Чекаат ли бродовите, izbor iz poezije na makedonskom jeziku, 2018)
- Grebeni od kostiju (2018)
- Testament u školjkama (Shura Publikacije,  Opatija,  2018)

#### Izabrani eseji
- Pergament od sireninog poprsja (2000)
- Peta strana juga (2005)
- Ogledanje u bonaci (2009)
- Mediteransko prosvjetljenje – naš Mediteran, kompas sudbine (2012)

O poeziji Borisa Jovanovića Kastela objavljena je knjiga izabranih eseja domaćih i stranih pisaca Mediteranski gospar (2009).
Dobitnik je svjetske Pohvale za poeziju Nosside 2011. koja se dodjeljuje pod pokroviteljstvom Svjetskog poetskog direktorijuma UNESCO-a u italijanskom gradu Ređo Kalabrija. Uređivao je časopis za književnost Ovdje (2000-2003). Eseje objavljivao niz godina u dnevniku Pobjeda.

## Antologije, prevodi, priznanja
Zastupljen je u Antologiji svjetske poezije Nosside na italijanskom jeziku, Antologiji Mediteranske ljubavne poezije od najstarijih vremena do danas (Narodna biblioteka Radosav Ljumović, Podgorica), Antologiji savremene slovenske poezije na slovenačkom jeziku (Međunarodna revija za poeziju, Rp. Lirikon, Velenje, 2010, u izboru i prevodu Petera Kuhara), Antologiji crnogorske poezije na albanskom jeziku (Izdavačka kuća Onufri, Tirana, 2012. u izboru i prevodu Dimitrova Popovića), Antologiji južnoslovenske poezije Twoja chwila na poljskom jeziku (Tvoj trenutak, Agava, Varšava, 2012. u izboru i prevodu Gžegoža Latušinjskog) , dvojezičnoj češko-engleskoj Antologiji savremene slovenske poezije Bludni korijeni (2015) objavljenoj na Univerzitetu Palackog u Olomucu u Češkoj Republici koja se izučava na mnogim univerzitetima slavistike u Evropi i svijetu, u prestižnoj Antologiji mediteranske poezije Mare Mare u kojoj svaka zemlja Mediterana ima po jednog predstavnika čija poezija je objavljena na italijanskom i maternjem jeziku autora (Ada editore, Bari, 2017, u izboru i prevodu Milice Marinković), u Antologiji crnogorske poezije u ukrajinskom časopisu Vsesvit iz Kijeva (11-12/2016, u prevodu Dmitra Čistjaka i izboru Sretena Perovića), antologijama crnogorske poezije, antologijama poezije o vinu, ženi...
Izabran je u trideset pjesnika svijeta učesnika VI Svjetskog festivala poezije (Sixth World Poetry Festival) u Kalkuti (Indija) 2012. i 2014. godine.
Kastelovu knjigu poezije na slovenačkom jeziku Ručak na hridini (Kosilo na čeri) objavila je 2014. godine slovenačka izdavačka kuća Hiša poezije u antologijskoj ediciji evropskih pjesnika Poetikonove lire kao dio programa Evropske komisije. Knjiga poezije Pozivno pismo suncu (2016) objavljena je u prestižnoj biblioteci savremene crnogorske poezije Savremenik Zavoda za udžbenike i nastavna sredstva iz Podgorice. Knjiga poezije Pozivno pismo suncu (2016), objavljena u prestižnoj biblioteci savremene crnogorske poezije Savremenik Zavoda za udžbenike i nastavna sredstva iz Podgorice, ovjenčana je prestižnom nagradom Književno pero Hrvatskog književnog društva za knjigu godine van izdanja HKD-a. Knjigu poezije More u naručju (2017) objavio je Kulturni centar Novog Sada u poznatoj ediciji Anagram posvećenoj savremenim regionalnim i evropskim autorima. Na Struškim književnim susretima 2017. godine u Strugi i Ohridu, Kastel je za poeziju dobio nagradu Kniževni branovi.
Italijanski časopis za svjetsku književnost i ostale umjetnosti Margutte, u oktobarskom broju 2014. godine, u rubrici Svjetski pjesnici, objavio je Kastelovu poeziju na italijanskom u prevodu Marije Tereze Albano i engleskom jeziku u prevodu dr Vladimira Sekulića i prof. Julke Ostojić.
Kastelovu poeziju na engleskom jeziku, u prevodu Vladimira Sekulića, objavio je 2017. godine i časopis za mediteransku književnost Odisej (Odyssey) koji objavljuje najznačajnije pisce Mediterana od antičkih vremena do danas.
Beogradski Institut za razvoj humanističkih disciplina Belko, Kastelu je u martu 2018. godine dodijelio specijalnu nagradu Balkanski juvelir za nemjerljiv doprinos baštinjenju, očuvanju i razvoju duha poezije i muzike Mediterana u književnom opusu.
Boris Jovanović Kastel dobitnik je hrvatske književne nagrade "Goran Bujić" koju dodjeljuje Hrvatsko književno društvo za 2018. godinu.
Živi u Podgorici.